# Lifago dielsii
 Lifago dielsii  Schweinf. & Muschl., 1911 è una specie di piante angiosperme dicotiledoni della famiglia delle Asteraceae, sottofamiglia Asteroideae, tribù Inuleae e sottotribù Inulinae.  Lifago dielsii è anche l'unica specie del genere  Lifago  Schweinf. & Muschl., 1911.

## Etimologia
Il nome scientifico della specie è stato definito dai botanici Georg August Schweinfurth (1836-1925) e Reinhold Conrad Muschler (1883-1957) nella pubblicazione " Botanische Jahrbücher für Systematik, Pflanzengeschichte und Pflanzengeographie. Leipzig" ( Bot. Jahrb. Syst. 45(4): 430) del 1911. Il nome scientifico del genere è stato definito nella stessa pubblicazione.

## Descrizione
Portamento. La specie di questa voce è un'erba annua.
Fusto. La parte sotterranea del fusto consiste prevalentemente in rizomi. Generalmente il floema è privo di strati fibrosi; inoltre sono assenti i tessuti latticiferi.
Foglie. Le foglie lungo il caule sono disposte in modo alternato. La lamina è spatolata ricoperta da lanosità bianca.
Infiorescenza. Le infiorescenze sono formate da capolini di tipo radiato (a maturità cadono tutti uniti). I capolini sono formati da un involucro composto da brattee disposte in modo embricato al cui interno un ricettacolo fa da base ai fiori ligulati periferici o fiori del raggio e ai fiori tubulosi quelli centrali o del disco. L'involucro può essere cilindrico, campanulato o a forma di coppa. Le brattee sono disposte generalmente su più righe; hanno consistenza erbacea o cartilaginea, ma senza margini ialini; gli stereomi non sono divisi. Il ricettacolo è provvisto di pagliette (a protezione della base dei fiori); la forma delle pagliette è subulata.
Fiori.  I fiori sono tetra-ciclici (formati cioè da 4 verticilli: calice – corolla – androceo – gineceo) e pentameri (calice e corolla formati da 5 elementi). Si distinguono in:
- fiori del raggio (esterni): sono femminili e sono disposti su una o più serie; la forma è ligulata (zigomorfa);
- fiori del disco (centrali): sono più numerosi con forme brevemente tubulose (attinomorfe); sono ermafroditi e fertili.

- Formula fiorale:

*/x K {\displaystyle \infty }, [C (5), A (5)], G 2 (infero), achenio
- Calice: i sepali del calice sono ridotti ad una coroncina di squame.

- Corolla:

- fiori del raggio: la forma della corolla alla base è più o meno tubulosa-imbutiforme, mentre all'apice è ligulata; la ligula può terminare con alcuni denti; il colore è giallo;
- fiori del disco: la forma è tubulare bruscamente divaricata in 4-5 brevi lobi; il colore è giallo.

- Androceo: l'androceo è formato da 5 stami sorretti da filamenti generalmente liberi; gli stami sono connati e formano un manicotto circondante lo stilo; le teche (produttrici del polline) sono troncate e sono minutamente speronate. La base delle antere ha delle code ramificate. Il tessuto dell'endotecio è a forma polarizzata. Le cellule del collare dei filamenti sono piatte o di tipo mammelloso.

- Gineceo: il gineceo ha un ovario uniloculare infero formato da due carpelli.[6] Lo stilo è unico e con due stigmi nella parte apicale. Gli stigmi spesso sono provvisti di peli acuti che terminano sopra la biforcazione ma non la raggiungono. Le superfici stigmatiche confluiscono all'apice, mentre alla base sono separate in due distinte linee (lignee stigmatiche marginali[8]). Il polline è spinuloso.

Frutti. I frutti sono degli acheni senza pappo. Gli acheni dei fiori del raggio sono a tre facce villose; quelli del disco sono piatti e tetragoni. L'epidermide dell'achenio è provvista di grandi cristalli di ossalato di calcio.

## Biologia
Impollinazione: tramite insetti (impollinazione entomogama tramite farfalle diurne e notturne).

Riproduzione: la fecondazione avviene fondamentalmente tramite l'impollinazione dei fiori.

Dispersione: i semi cadono a terra e vengono dispersi soprattutto da insetti come formiche (disseminazione mirmecoria). Un altro tipo di dispersione è zoocoria: gli uncini delle brattee dell'involucro (se presenti) si agganciano ai peli degli animali di passaggio che portano così i semi anche su lunghe distanze. Inoltre per merito del pappo (se presente) il vento può trasportare i semi anche per alcuni chilometri (disseminazione anemocora).

## Distribuzione e habitat
La specie di questa voce è distribuita in Marocco e Algeria.

## Sistematica
La famiglia di appartenenza di questa voce (Asteraceae o Compositae, nomen conservandum) probabilmente originaria del Sud America, è la più numerosa del mondo vegetale, comprende oltre 23.000 specie distribuite su 1.535 generi, oppure 22.750 specie e 1.530 generi secondo altre fonti (una delle checklist più aggiornata elenca fino a 1.679 generi). La famiglia attualmente (2021) è divisa in 16 sottofamiglie; la sottofamiglia Asteroideae è una di queste e rappresenta l'evoluzione più recente di tutta la famiglia.

### Filogenesi
La tribù Inuleae (comprendente le Inulinae) è una delle 21 tribù della sottofamiglia Asteroideae). Da un punto di vista filogenetico, la tribù Inuleae, all'interno della sottofamiglia, fa parte del gruppo "Helianthodae". La sottotribù Inulinae è caratterizzata dalla particolare pubescenza dello stilo e dagli acheni con cristalli di ossalato di calcio.
I caratteri distintivi della specie  Lifago dielsii sono:
- le pagliette del ricettacolo sono villose;
- gli acheni sono villosi per peli arrotolati.

### Sinonimi
Sono elencati alcuni sinonimi per questa entità:
- Niclouxia saharae Batt.